# 茨城空港北インターチェンジ
茨城空港北インターチェンジ（いばらきくうこうきたインターチェンジ）は、茨城県東茨城郡茨城町にある東関東自動車道のインターチェンジである。
茨城空港の開港に合わせて、2010年3月6日に供用開始した。東関東自動車道では1987年の佐原香取IC - 潮来IC間の開通以来、23年ぶりの新規開通となった。

## 道路
- E51 東関東自動車道（17番）

## 接続する道路
- 茨城県道18号茨城鹿島線

## 料金所
- ブース数：4

### 入口
- ブース数：2
  - ETC専用：1
  - 一般：1

### 出口
- ブース数：2
  - ETC専用：1
  - 一般：1

## 歴史
- 2010年（平成22年）1月22日 : 開通情報リリースに合わせてIC名称が「茨城南IC（仮称）」から「茨城空港北IC」に正式決定[1]。
- 2010年（平成22年）3月6日 : 茨城空港北IC - 茨城町JCT間開通に伴い供用開始[1]
- 2018年（平成30年）2月3日 : 鉾田IC - 茨城空港北IC間開通[2]。

## 周辺
- 茨城空港（9 km）

## 隣
E51 東関東自動車道
(16) 鉾田IC - (17) 茨城空港北IC - (18) 茨城町JCT